# Alardo
El alardo es, en las fiestas de Moros y Cristianos, el simulacro de combate entre moros y cristianos, en forma de disparada de arcabuces entre los miembros de ambos bandos.
Este acto es habitual en la mayoría de las poblaciones donde se celebran fiestas de Moros y Cristianos.
Su origen se remonta a la revista periódica que el rey pasaba, en la Edad Media, a aquellos que tenían tierras por concesión real y estaban obligados a mantener dispuesto el caballo y las armas para la guerra a las órdenes del monarca. También están íntimamente relacionados con la soldadesca, denominación que recibía en el siglo XVIII la compañía de arcabuceros que formaba la Milicia General del Reino, la cual  sustituyó a la Milicia Provincial (también llamada del reino, urbana o concejil), que a su vez sustituían a las Milicias de Reserva, creadas en 1496 por los Reyes Católicos.